# یواس‌اس برونسان (دی‌دی-۵۱۸)
یواس‌اس برونسان (دی‌دی-۵۱۸) (به انگلیسی: USS Brownson (DD-518)) یک کشتی بود که طول آن ۱۱۴٫۷ متر (۳۷۶ فوت) بود. این کشتی در سال ۱۹۴۲ ساخته شد.